# Ум ел-Буаги (област)
Ум ел-Буаги (на арабски: ولاية أم البواقي) е област на Алжир. Населението ѝ е 621 612 жители (по данни от април 2008 г.), а площта 6768 кв. км. Намира се в часова зона UTC+01. Телефонният ѝ код е +213 (0) 32. Административен център е град Ум ел-Буаги.